# Gårdsjön (Njurunda socken, Medelpad)
Gårdsjön är en sjö i Sundsvalls kommun i Medelpad och ingår i Ljungans huvudavrinningsområde. Sjön har en area på 0,334 kvadratkilometer och ligger 67,2 meter över havet.

## Delavrinningsområde
Gårdsjön ingår i det delavrinningsområde (690097-158156) som SMHI kallar för Inloppet i Bölesjön. Medelhöjden är 75 meter över havet och ytan är 10,12 kvadratkilometer. Räknas de 21 avrinningsområdena uppströms in blir den ackumulerade arean 193,73 kvadratkilometer. Stångån som avvattnar avrinningsområdet har biflödesordning 2, vilket innebär att vattnet flödar genom totalt 2 vattendrag innan det når havet efter 10 kilometer. Avrinningsområdet består mestadels av skog (77 procent) och jordbruk (13 procent). Avrinningsområdet har 0,33 kvadratkilometer vattenytor vilket ger det en sjöprocent på 3,3 procent.